# Llantió elegant
El llantió elegant (Ischnura elegans) és una espècie d'odonat zigòpter europeu de la família Coenagrionidae, present a Catalunya.

## Descripció
Els mascles adults tenen el cap i el tòrax amb dibuixos de color blau i negre. Tenen una gran part de l'abdomen negre amb taques pàl·lides molt estretes, on cada segment s'uneix al següent. El segment vuit, tanmateix, és enterament blau pàl·lid.
Quan es paren mantenen les ales juntes cap enrere, a diferència dels anisòpters, els quals descansen amb les seves ales obertes. El tòrax dels mascles joves té un tint verd. Un mascle pot intentar interferir en la còpula d'una parella subjectant l'altre mascle.
Les femelles presenten varietat de formes de color. Les joves poden ser de coloració rosa salmó (forma rufescens), violat (forma violacea) i una forma verda pàl·lida. Els colors enfosqueixen amb l'edat. Les femelles madures poden ser blaves com els mascles (forma typica), oliva tòrax verd i taca marró (forma infuscans) o tòrax marró pàl·lid i taca marró (forma infusca-obseleta). Les nimfes són aquàtiques i depreden insectes aquàtics petits o altres larves aquàtiques. Els adults cacen insectes petits en vol; per agafar-los utilitzen les seves cames com una cistella.

## Galeria

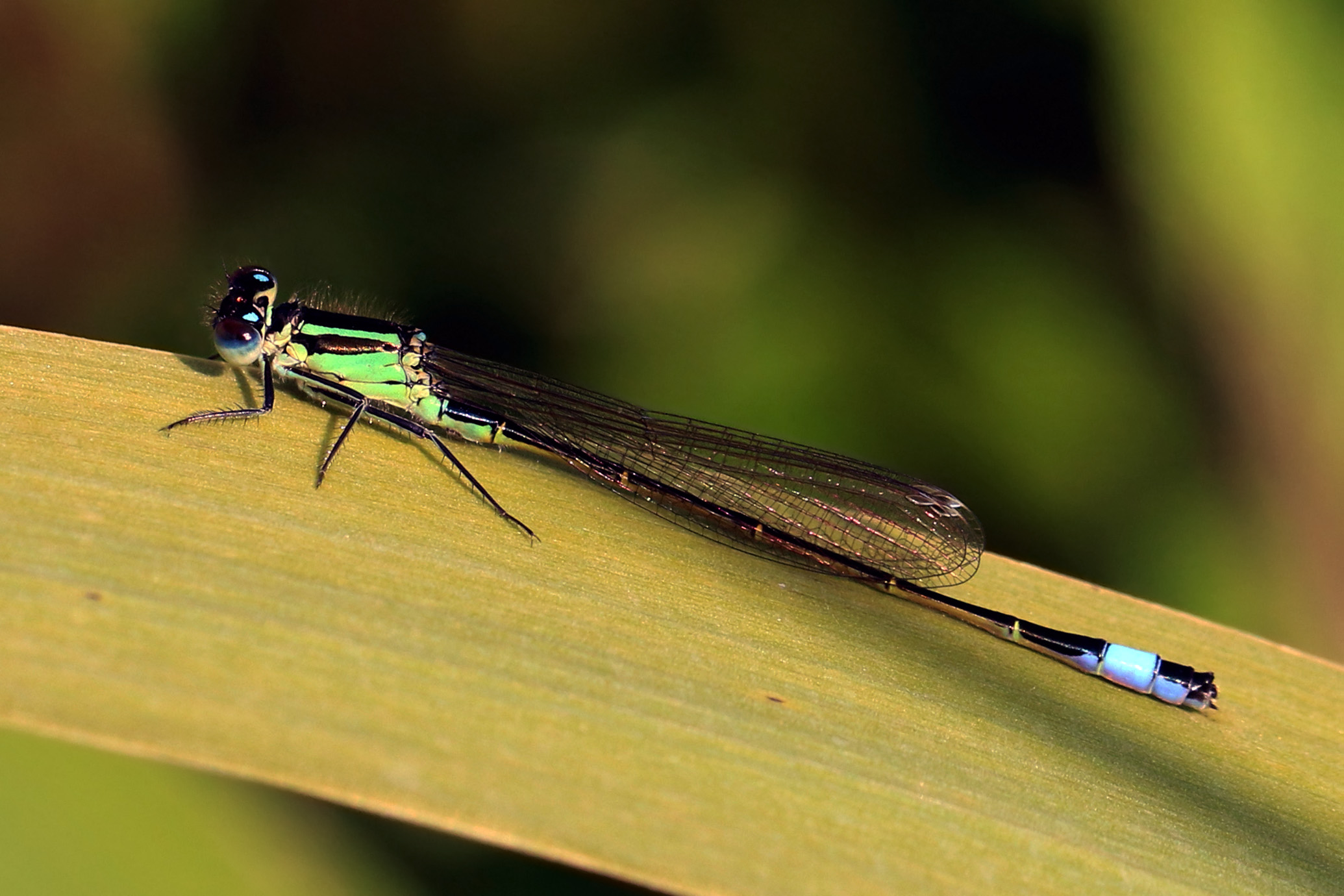
Mascle immadur
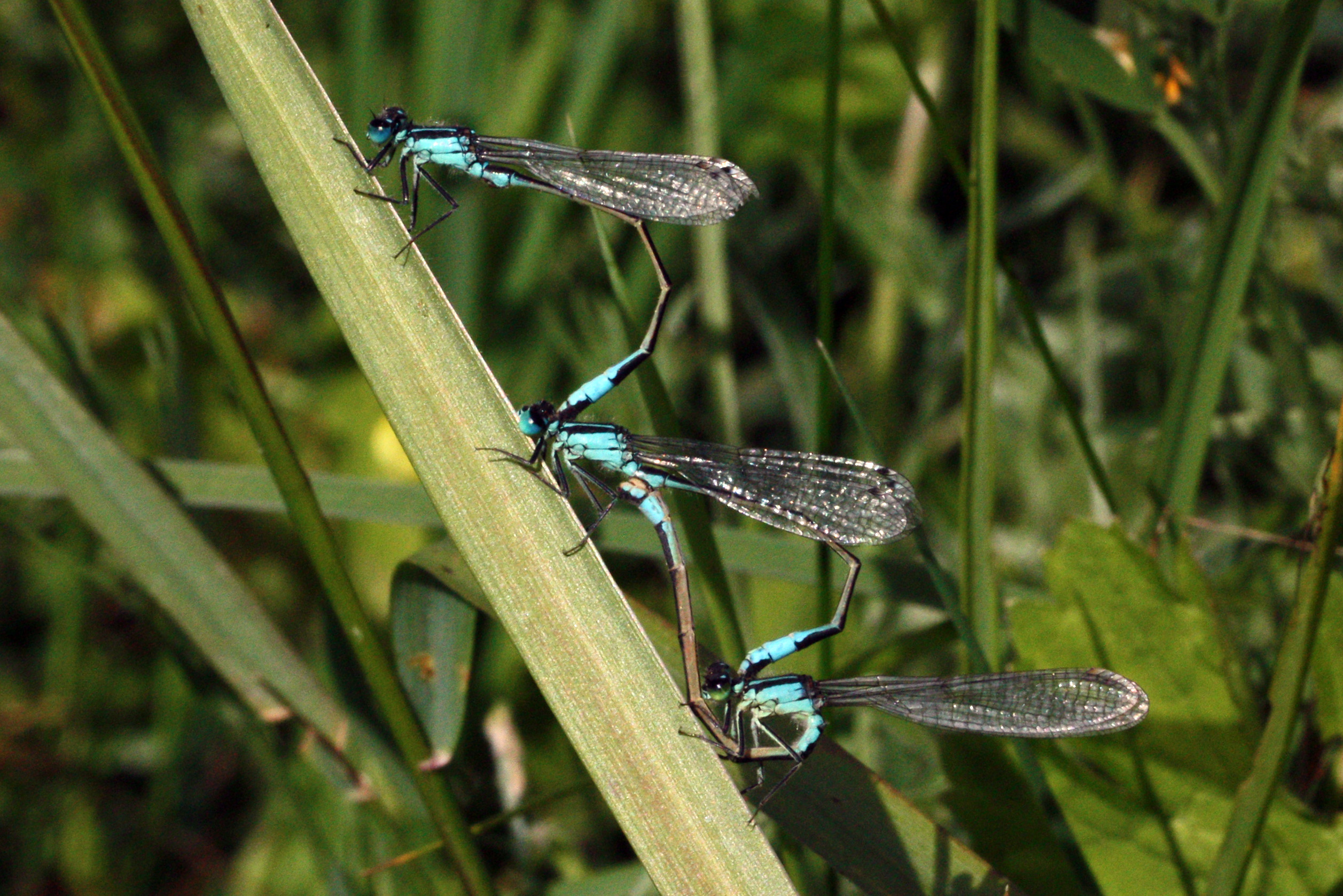
Dos mascles i femella
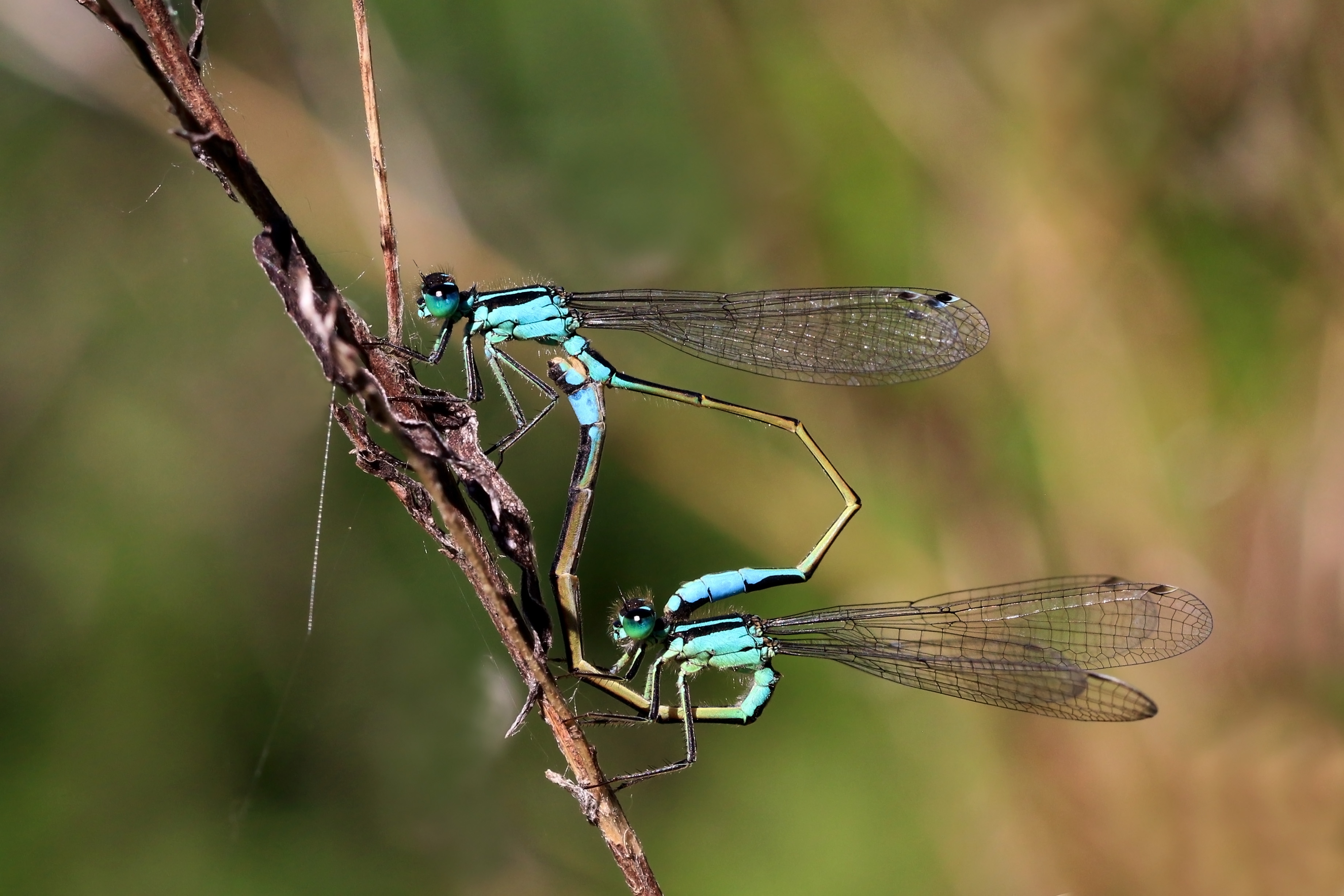
Mascle i femella
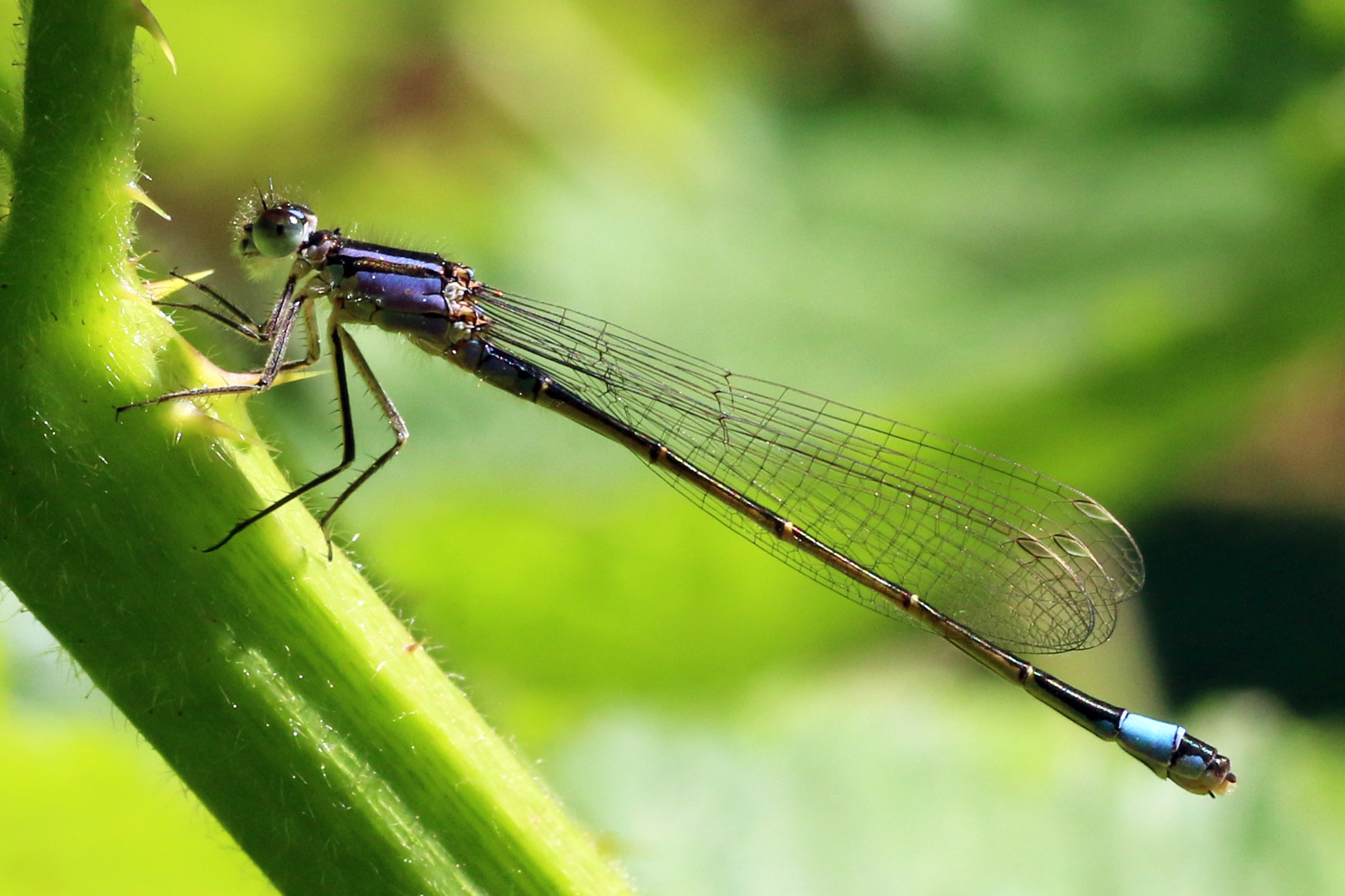
Femella forma violacea
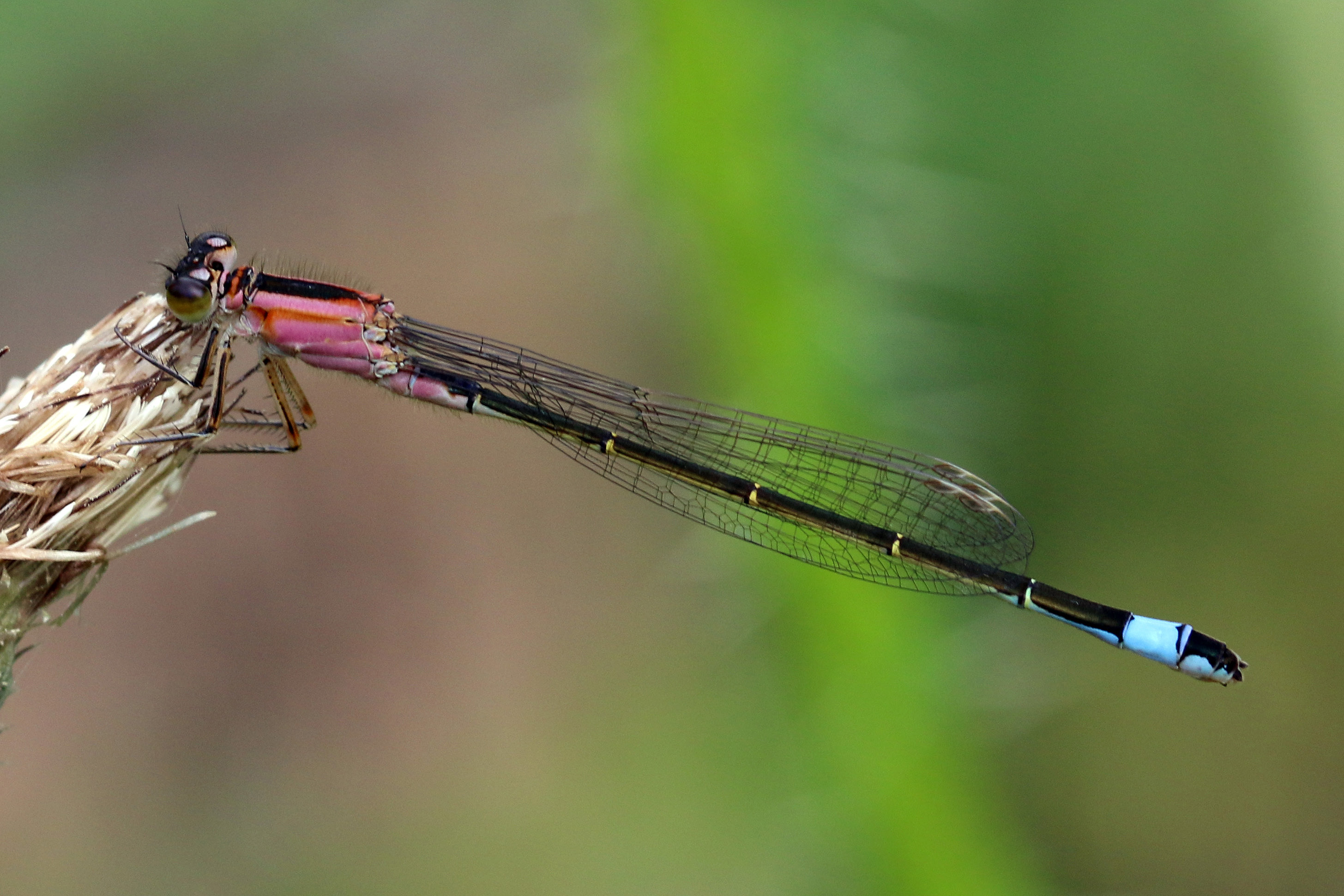
Femella forma rufescens
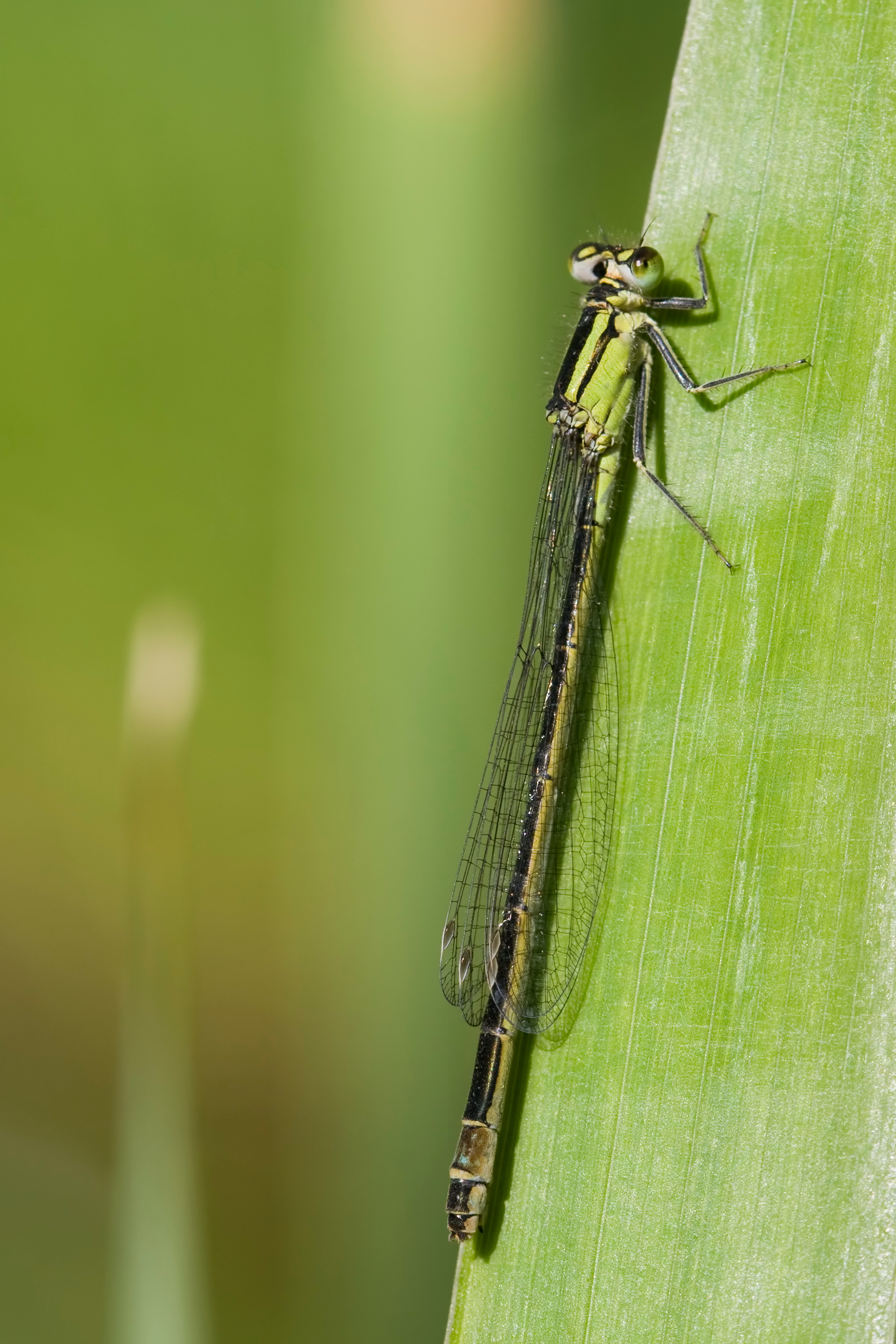
Forma femella infuscans
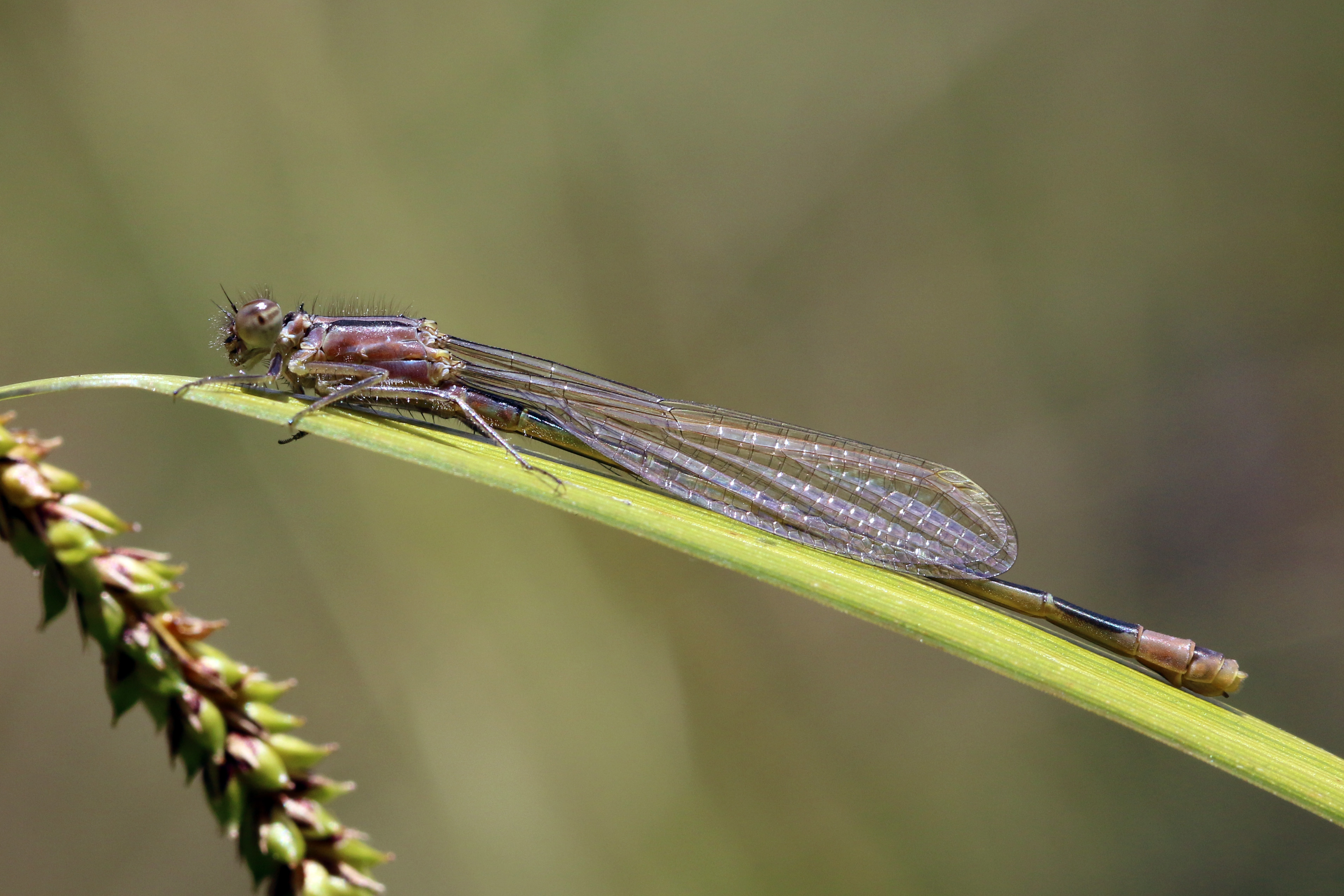
Femella forma infusca-obsoleta
- Còpula
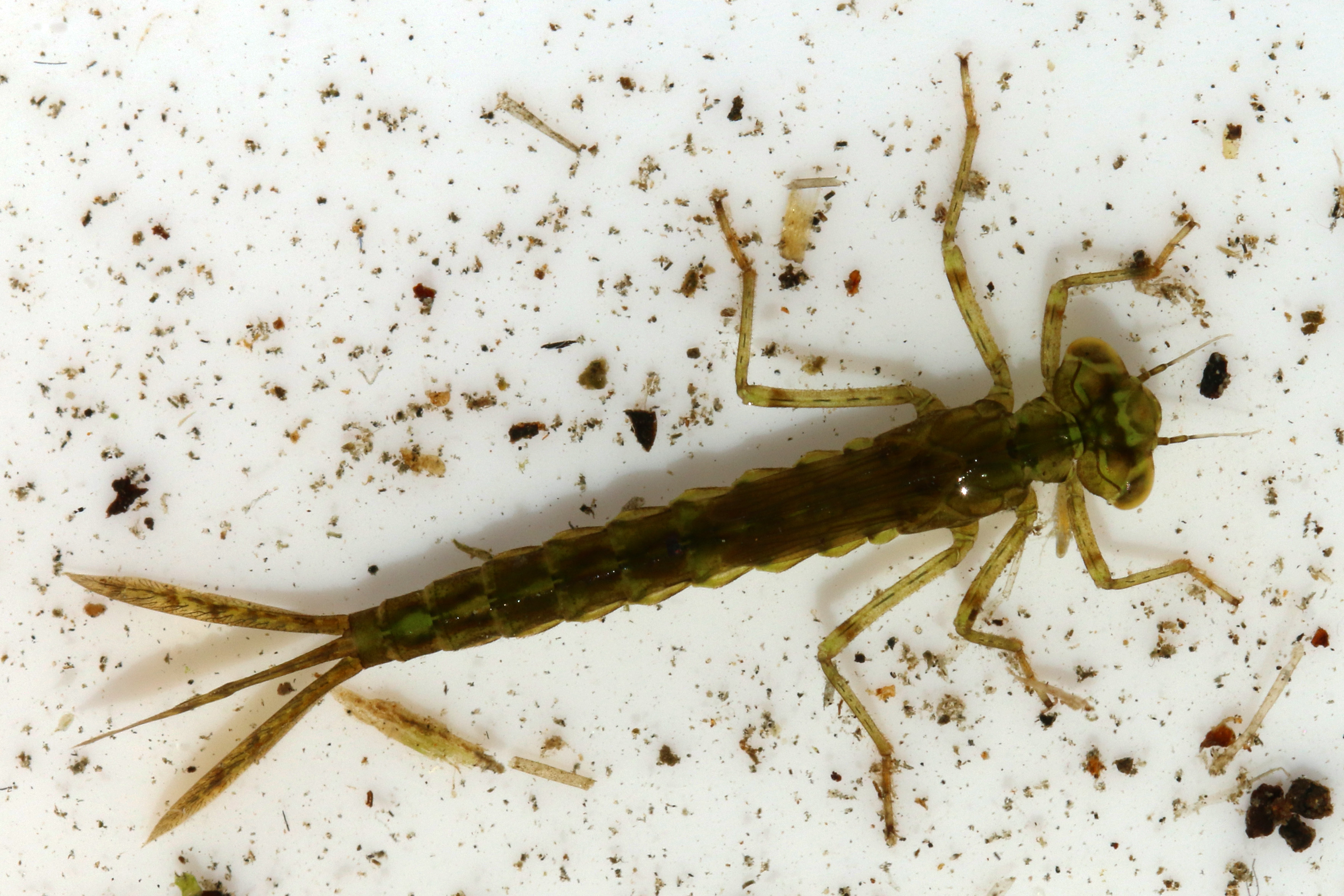
Nimfa
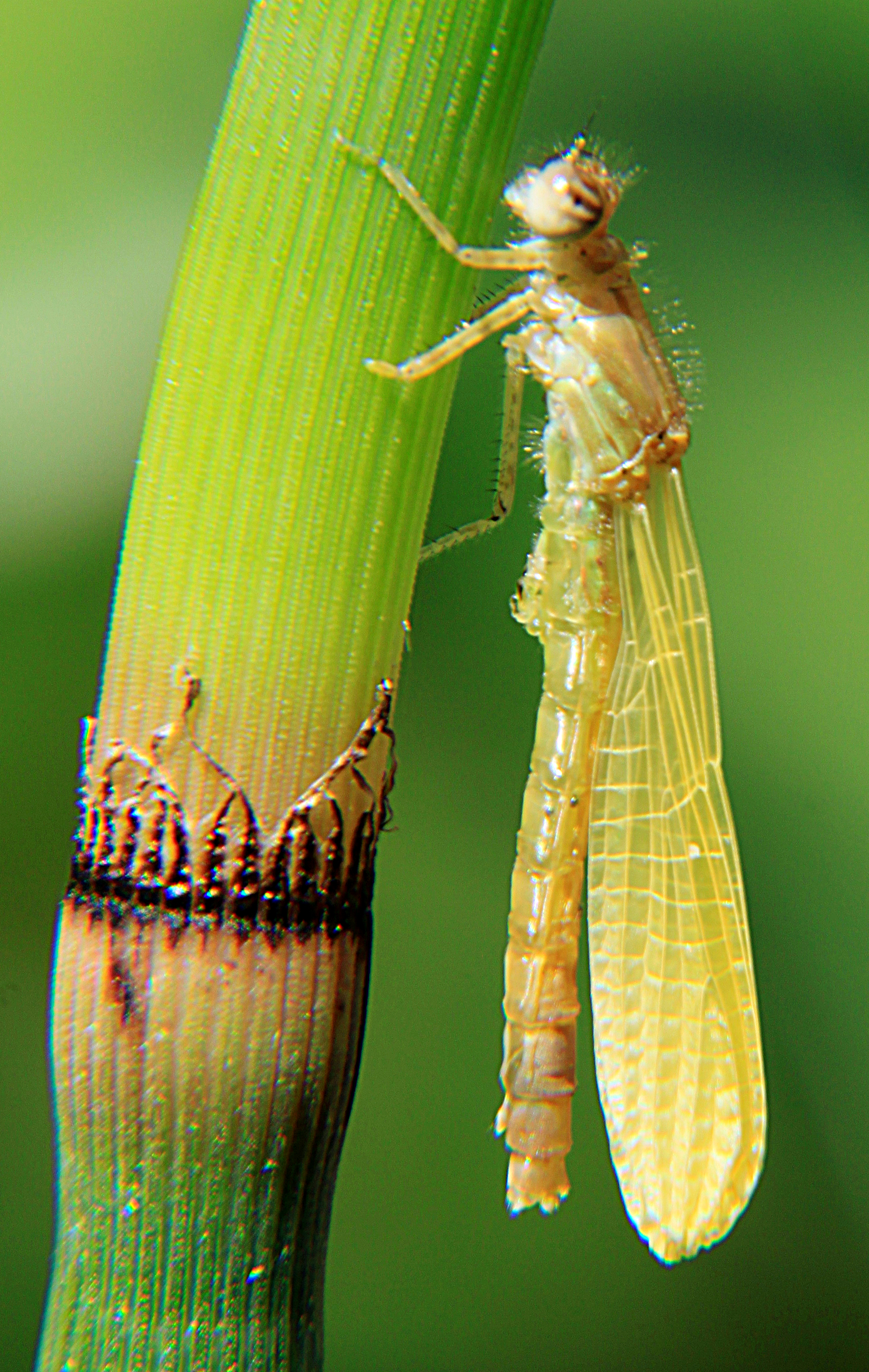
Emergint